# 凱米托 (蘇克雷省)
凱米托是哥倫比亞的城鎮，位於該國北部，由蘇克雷省負責管轄，始建於1607年，面積407平方公里，海拔高度69米，2005年人口10,960，人口密度每平方公里26.93人。

## 外部連結
- （西班牙文） Gobernacion de Sucre - Caimito
- （西班牙文） Caimito official website

8°50′N 75°10′W / 8.833°N 75.167°W